# Jan Marian Drohojowski

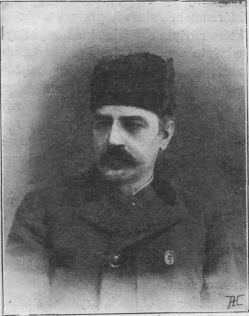
Jan Marian Drohojowski

Jan Marian Drohojowski (ur. 23 lipca 1858 w Wasylówce na Podolu, zm. 7 lipca 1911) – polski heraldyk i genealog. 
Był absolwentem prawa na Uniwersytecie Lwowskim, doktorat uzyskał w 1884 r. Pracował w Banku Krajowym we Lwowie. Współinicjator i prezes (1909-1911) Towarzystwa Heraldycznego we Lwowie. Autor bardzo sumiennej monografii swojej rodziny. 

## Wybrane publikacje
- Kronika Drohojowskich, cz. 1, na podstawie badań archiwalnych oprac. Jan Drohojowski, Kraków: nakład rodziny 1904.
- Kronika Drohojowskich, cz. 2: Sumaryusz aktów, na podstawie badań archiwalnych oprac. Jan Drohojowski, Kraków: nakład rodziny 1904.
- Historya założenia Banku Krajowego, Lwów 1909.